# Paraje Fontana
Paraje Fontana, también conocida como Kilómetro 17 o Kilómetro 17 Ruta 8, es una localidad argentina ubicada en el departamento Cainguás de la Provincia de Misiones. Depende administrativamente del municipio de Campo Grande, de cuyo centro urbano dista unos 17 km, lo cual explica uno de los nombres con que se conoce el poblado.
En 2011 se censaron 439 personas, en 1991 84 personas, pero en 2001 su población se consideró rural dispersa; en sus alrededores se estima una población de 1000 personas.

## Vías de acceso
Se desarrolla sobre la Ruta Provincial 8, que la comunica al norte con Campo Grande, y al sur con 25 de Mayo. Otro camino la vincula al oeste con Campo Viera.